# Championnat de Slovaquie de football 2004-2005
Navigation
Saison précédente Saison suivante
La saison 2004-2005 du Championnat de Slovaquie de football était la 12e édition de la Slovak Superliga, le championnat de première division de Slovaquie. Les 10 meilleurs clubs du pays sont regroupés au sein d'une poule unique où chaque formation rencontre quatre fois tous ses adversaires, deux fois à domicile et deux fois à l'extérieur. Le dernier du classement en fin de saison est relégué et remplacé par le club champion de deuxième division.
Le FC Artmedia Petrzalka finit en tête du championnat et remporte le tout premier titre de champion de Slovaquie de son histoire. Il devance de 7 points le triple tenant du titre, le MSK Zilina.

## Les 10 clubs participants
- FC Rimavska Sobota - Promu de D2
- Inter Bratislava
- Tatran Presov
- FK ZTS Dubnica
- AS Trencin
- MSK Zilina
- Matador Puchov
- Dukla Banska Bystrica
- MFK Ružomberok
- FC Artmedia Bratislava

## Compétition

### Classement
Le barème de points servant à établir le classement se décompose ainsi :
- Victoire : 3 points
- Match nul : 1 point
- Défaite : 0 point

| Rang | Équipe                    | Pts | J  | G  | N  | P  | Bp | Bc | Diff |
| ---- | ------------------------- | --- | -- | -- | -- | -- | -- | -- | ---- |
| 1    | FC Artmedia Bratislava    | 72  | 36 | 20 | 12 | 4  | 64 | 28 | +36  |
| 2    | MSK Zilina (T)            | 65  | 36 | 19 | 8  | 9  | 73 | 34 | +39  |
| 3    | Dukla Banska Bystrica (C) | 52  | 36 | 13 | 13 | 10 | 45 | 38 | +7   |
| 4    | FK ZTS Dubnica            | 51  | 36 | 13 | 12 | 11 | 42 | 43 | -1   |
| 5    | Spartak Trnava            | 46  | 36 | 12 | 10 | 14 | 39 | 37 | +2   |
| 6    | Matador Púchov            | 46  | 36 | 12 | 10 | 14 | 31 | 43 | -12  |
| 7    | MFK Ružomberok            | 43  | 36 | 11 | 10 | 15 | 50 | 57 | -7   |
| 8    | AS Trenčín                | 43  | 36 | 12 | 7  | 17 | 36 | 50 | -14  |
| 9    | Inter Bratislava          | 38  | 36 | 9  | 11 | 16 | 27 | 37 | -10  |
| 10   | FC Rimavska Sobota (P)    | 32  | 36 | 7  | 11 | 18 | 30 | 57 | -27  |

|  | Qualifié pour la Ligue des Champions 2005-2006                                            |
|  | Qualifié pour la Coupe UEFA 2005-2006                                                     |
|  | Qualifié pour la Coupe Intertoto 2005                                                     |
|  | Relégation en deuxième division                                                           |
|  | (T) : Tenant du titre (C) : Vainqueur de la Coupe de Slovaquie (P) : Promu de 2e division |

## Bilan de la saison
| Championnat de Slovaquie de football 2004-2005 |                                   |
| Champion                                       | FC Artmedia Petrzalka (1er titre) |
| Coupes et trophées                             |                                   |
| Vainqueur de la Coupe de Slovaquie 2004-2005   | Dukla Banska Bystrica             |
| Qualifications continentales                   |                                   |
| Ligue des champions 2005-2006                  | FC Artmedia Petrzalka             |
| Coupe UEFA 2005-2006                           | MSK Zilina                        |
| Coupe UEFA 2005-2006                           | Dukla Banska Bystrica             |
| Coupe Intertoto 2005                           | FK ZTS Dubnica                    |
| Promotions et relégations                      |                                   |
| Promus en Slovak Superliga                     | FC Nitra                          |
| Relégués en Slovak First League                | FC Rimavska Sobota                |